# William Cabell Rives
William Cabell Rives (* 4. Mai 1793 in Union Hill, Virginia; † 25. April 1868 auf Castle Hill in der Nähe von Charlottesville, Virginia) war ein US-amerikanischer Politiker (Demokratisch-Republikanische Partei, Demokratische Partei, Whig Party) und Botschafter. Er vertrat den Bundesstaat Virginia im US-Senat.

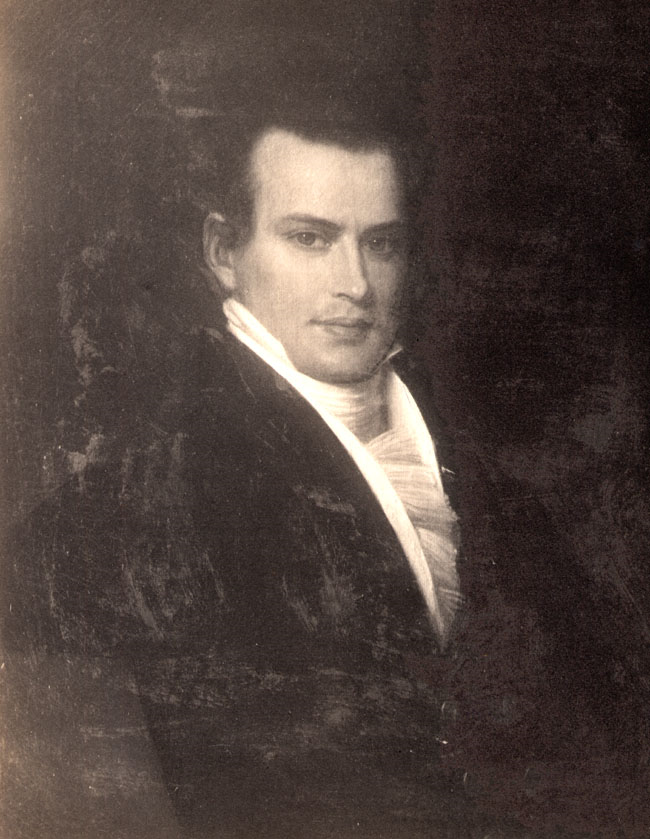
William C. Rives

## Berufliche Laufbahn
Rives besuchte das Hampden-Sydney College in Hampden Sydney, studierte später Rechtswissenschaften am College of William & Mary in Williamsburg und promovierte im Jahre 1809. Er erhielt die Zulassung im Jahre 1814 und begann in Charlottesville als Rechtsanwalt zu arbeiten. Im Jahre 1816 wirkte er an der Überarbeitung der Verfassung des Bundesstaats Virginia mit. Im Jahre 1821 zog er nach Castle Hill, eine private Plantage im Albemarle County in der Nähe von Charlottesville.

## Politische Karriere
Seine politische Laufbahn begann mit der Wahl in das Abgeordnetenhaus von Virginia, wo er von 1817 bis 1820 und von 1822 bis 1823 vertreten war. Zum 4. März 1823 wurde er in das Repräsentantenhaus im 18. Kongress gewählt und vertrat seinen Staat dort bis zu seinem Rücktritt im Jahre 1829. Sein Rücktritt erfolgte, da er zum Botschafter der Vereinigten Staaten in Frankreich ernannt wurde, dessen Funktion er von 1829 bis 1832 ausübte. Nach seiner Rückkehr aus Frankreich rückte er zum 10. Dezember 1832 für den zurückgetretenen Littleton Waller Tazewell in den Senat nach und politisierte dort als Mitglied der Demokratisch-Republikanischen Partei bis zum 22. Februar 1834. Er trat freiwillig zurück, wurde jedoch zum 4. März 1836 wieder in den Senat gewählt, da John Tyler zurücktrat. Er füllte diese entstandene Lücke bis zum 3. März 1839 aus. Rives stand während des 24. und 25. Kongresses dem Senate Naval Affairs Committee vor. Am 18. Januar 1841 wurde er als Mitglied der Whig Party in seinem Amt als Senator bestätigt und führte dieses vom 4. März 1839 bis zum 3. März 1845 weiter aus. Während dieser Amtszeit war er im 27. Kongress Vorsitzender des Committee on Foreign Relations. In den Jahren 1849 bis 1853 wurde er wiederum als Botschafter in Frankreich eingesetzt.
William Cabell Rives war Mitglied der Friedenskonferenz von 1861 in Washington, D.C., welche erfolglos versuchte den drohenden Bürgerkrieg zu verhindern. Der Bundesstaat Virginia bestimmte Rives als einen ihrer Vertreter für den Provisorischen Konföderiertenkongress in Montgomery und Richmond, welcher von 1861 bis 1862 stattfand. Er wurde ins Repräsentantenhaus des 2. Kongress der Konföderierten Staaten von Amerika gewählt.
Rives starb am 25. April 1868 auf seiner Plantage Castle Hill und wurde auf einem privaten Grundstück in Familienbesitz beigesetzt.